# Кузнецов, Михаил Васильевич
Михаи́л Васи́льевич Кузнецо́в (25 октября (7 ноября) 1913; деревня Агарино Каширского уезда Тульской губернии — 15 декабря 1989, город Москва) — лётчик-ас, дважды Герой Советского Союза (1943; 1945), генерал-майор авиации (1959), военный лётчик.

## Биография
Родился 25 октября (7 ноября) 1913 года в деревне Агарино Каширского уезда Тульской губернии (ныне деревня Агарино, Серпуховского района Московской области). С 1921 года жил в Москве. В 1930 году окончил 7 классов школы. В 1930—1932 годах работал электромонтёром на кожевенном заводе. В 1932—1933 — на комсомольской работе в Кировском районе г. Москвы: заместитель председателя районного бюро юных пионеров, секретарь комсомольского комитета ФЗУ имени С. Орджоникидзе и секретарь комитета комсомола завода имени С. Орджоникидзе.
В армии с июля 1933 года. В 1934 году окончил Ейскую военную школу морских лётчиков. Служил в строевых частях ВВС лётчиком, адъютантом авиаэскадрильи и помощником командира авиаэскадрильи (в Белорусском военном округе).
Участник похода советских войск в Западную Белоруссию в сентябре 1939 года в должности адъютанта авиаэскадрильи 15-го истребительного авиационного полка.
Участник советско-финской войны: в феврале-марте 1940 — помощник командира авиаэскадрильи 15-го истребительного авиационного полка. Совершил несколько боевых вылетов на истребителе И-153.
Продолжал службу в ВВС (в Прибалтийском военном округе). В 1941 году окончил Липецкие курсы усовершенствования командиров авиаэскадрилий.
Участник Великой Отечественной войны: в июне-декабре 1941 — командир авиаэскадрильи и штурман 15-го истребительного авиационного полка (Северо-Западный фронт и ПВО Ленинграда). Участвовал в оборонительных боях в Прибалтике и обороне Ленинграда.
В марте-мае 1942 — заместитель командира 1-го запасного истребительного авиационного полка (город Арзамас), в мае-июне 1942 — командир авиаэскадрильи 14-го запасного истребительного авиационного полка (город Рыбинск).
В июле 1942 — мае 1945 — командир 814-го (с августа 1943 — 106-го гвардейского) истребительного авиационного полка. Воевал на Калининском, Западном, Юго-Западном, 3-м и 1-м Украинских фронтах. Участвовал в Ворошиловградской операции, Курской битве, Изюм-Барвенковской, Запорожской, Днепропетровской, Львовско-Сандомирской, Сандомирско-Силезской, Берлинской и Пражской операциях.
За мужество и героизм, проявленные в боях, Указом Президиума Верховного Совета СССР от 8 сентября 1943 года гвардии майору Кузнецову Михаилу Васильевичу присвоено звание Героя Советского Союза с вручением ордена Ленина и медали «Золотая Звезда».
Всего за время войны совершил 344 боевых вылета на истребителях И-153, МиГ-3, «Харрикейн», Як-1, Як-7, Як-9 и Як-3, в 73 воздушных боях сбил лично 19 и в составе группы 8 (по другим сведениям — лично 21 и в составе группы 6) самолётов противника.
За мужество и героизм, проявленные в боях, указом Президиума Верховного Совета СССР от 27 июня 1945 года командир 106-го гвардейского авиационного истребительного полка 11-й гвардейской истребительной авиационной дивизии 2-го гвардейского штурмового авиационного корпуса 2-й воздушной армии гвардии полковник Кузнецов Михаил Васильевич награждён второй медалью «Золотая Звезда».
После войны до марта 1946 года был заместителем командира истребительной авиадивизии (в Центральной группе войск, Австрия). В 1951 году окончил Военно-воздушную академию (Монино). В 1951—1955 — начальник 57-го Черниговского военного авиационного училища лётчиков, в 1955—1959 — начальник 10-й военной авиационной школы (с 1958 — 10-го военного авиационного училища) первоначального обучения лётчиков (город Кременчуг Полтавской области).
В 1959—1961 — заместитель командующего 69-й воздушной армией по тылу (Киевский военный округ), в 1961—1969 — заместитель командующего 37-й воздушной армией по тылу (Северная группа войск, Польша), в 1969—1974 — заместитель командующего ВВС Московского военного округа по тылу. С февраля 1974 года генерал-майор авиации М. В. Кузнецов — в запасе.
В 1974—1988 годах работал старшим инженером, начальником сектора и ведущим инженером в Научно-экспериментальном центре автоматизации управления воздушным движением Министерства гражданской авиации.
Жил в Москве. Умер 15 декабря 1989 года. Похоронен на Троекуровском кладбище в Москве.

## Награды
- Дважды Герой Советского Союза (8.09.1943; 27.06.1945);
- орден Ленина (8.09.1943);
- 4 ордена Красного Знамени (26.02.1942; 28.02.1943; 24.04.1945; 3.11.1953);
- орден Богдана Хмельницкого 2-й степени (23.09.1944);
- орден Отечественной войны 1-й степени (11.03.1985);
- орден Трудового Красного Знамени (22.02.1968);
- ордена Красной Звезды (3.12.1941; 20.06.1949);
- медали.

## Память
Бронзовый бюст М. В. Кузнецова установлен в городе Пущино Московской области, где его именем названа улица.